# Augustín Müller
Augustín Müller [augustýn miler] (* 9. dubna 1941) je bývalý slovenský fotbalový útočník.

## Hráčská kariéra
V československé lize hrál za VSS Košice, vstřelil celkem 10 prvoligových branek.

### Prvoligová bilance
| Ročník          | Zápasy | Góly | Minuty | Klub       |
| --------------- | ------ | ---- | ------ | ---------- |
| I. liga 1963/64 | –      | 8    | –      | VSS Košice |
| I. liga 1964/65 | –      | 1    | –      | VSS Košice |
| I. liga 1965/66 | –      | 1    | –      | VSS Košice |
| CELKEM I. LIGA  | –      | 10   | –      |            |